# Tilapia guinasana
Tilapia guinasana är en fiskart som beskrevs av Trewavas, 1936. Tilapia guinasana ingår i släktet Tilapia och familjen Cichlidae. IUCN kategoriserar arten globalt som akut hotad. Inga underarter finns listade i Catalogue of Life.